# Wałerij Hełetej
Wałerij Wiktorowycz Hełetej, ukr. Валерій Вікторович Гелетей (ur. 28 sierpnia 1967 w m. Werchnij Koropeć) – ukraiński policjant, generał pułkownik, w 2014 minister obrony.

## Życiorys
Po odbyciu służby wojskowej podjął pracę w milicji. W 1990 ukończył branżową szkołę średnią, a w 1994 prawoznawstwo na Narodowej Akademii Spraw Wewnętrznych. Pozostał pracownikiem służb podległym resortowi spraw wewnętrznych, zajmując się głównie zwalczaniem przestępczości zorganizowanej. W latach 2006–2007 był kierownikiem jednej ze służb w Administracji Prezydenta Ukrainy, po czym do 2009 pełnił funkcję naczelnika Zarządu Ochrony Państwowej (UDO), służby zajmującej się m.in. ochroną wybranych obiektów i najwyższych urzędników państwowych. W 2008 otrzymał awans na generała pułkownika. W latach 2011–2014 był wiceprezesem Awant-banku. Po wydarzeniu Euromajdanu w 2014 powrócił na funkcję dowódcy UDO.
Na początku lipca 2014 objął urząd ministra obrony. Doszło do tego w okresie poważnych kryzysów związanych z aneksją Krymu przez Rosję oraz wojną w Donbasie. W październiku tego samego roku Wałerij Hełetej zrezygnował z zajmowanego stanowiska. Powrócił na funkcję naczelnika UDO, służbą tą kierował do 2019.